# 水戸済生会総合病院
水戸済生会総合病院（みとさいせいかいそうごうびょういん）は、茨城県水戸市にある病院である。社会福祉法人恩賜財団済生会支部茨城県済生会が運営する。
水戸済生会総合病院の歴史は，昭和18年水戸市八幡町の茨城県済生会茨城診療所からスタートした．丹野院長が赴任された昭和31年当時は，11床，職員数6人の診療所であったのが，翌年水戸済生病院と改称し39床に増床．その後末広町に新築移転，267床の中規模病院へと発展した．しかし，26年余を経て建物も設備も老朽化し，拡大もままならぬ状況下であったところ，"親切な医療"との定評とその医療実績を見込まれたのであろう，県より小児科専門病院の建設計画に際し，済生会に経営管理委託の要請があった．併せて病院用地の斡旋を受け，念願の新病院移転が決まった．こうして，旧病院より7kmの水戸市西部の双葉台，県下最大の団地の一画に，総タイルばりの壮観な新病院が建設された．23,670m2という広い敷地，周囲に緑，常磐高速道水戸インターチェンジ近くと，環境に恵まれている．
　移転作業も全職員の願望と意欲がまとまり，残業も続いたそうだが一致協力して見事に乗り切ってこられた．昨年9月診療開始以来，5か月後には病床もほぼ満床となり，外来患者数（600〜840人位）も増加し順調なすべり出しをみせている．

## 概要
地域医療支援病院の承認を受けるほか、2010年3月15日に救命救急センターに指定された。また、茨城県立こども病院と廊下で結ばれており、周産期医療については両院で連携した診療体制を敷いている。
茨城県ドクターヘリの基地病院の一つで国立病院機構水戸医療センターと共同運行している。

## 診療部門

### 診療科
- 循環器内科
- 消化器内科
- 呼吸器内科
- 血液内科
- 腎臓内科
- 代謝内分泌内科
- リウマチ・膠原病科
- 緩和ケア診療科
- 小児科
- 皮膚科
- 産婦人科
- 血管内治療グループ
- 消化器一般外科
- 整形外科
- 形成外科
- 脳神経外科
- 耳鼻咽喉科
- 眼科
- 心臓血管外科・呼吸器外科
- 泌尿器科
- 放射線科
- 歯科・口腔外科
- 麻酔科・ペインクリニック
- 救急科
- リハビリテーション科

### 診療部門
- 薬剤部
- 看護部
- 病理部
- 放射線技術科
- 臨床検査科
- 栄養科
- 消化器診断センター
- 人工透析・血液浄化療法センター

## 医療機関の指定等
- 保険医療機関
- 労災保険指定医療機関
- 指定自立支援医療機関（更生医療・育成医療・精神通院医療）
- 身体障害者福祉法指定医の配置されている医療機関
- 生活保護法指定医療機関
- 指定養育医療機関
- 原子爆弾被害者一般疾病医療取扱医療機関
- 母体保護法指定医の配置されている医療機関
- 地域医療支援病院
- 臨床研修指定病院
- DPC対象病院
- 無料低額診療事業実施医療機関

## 交通アクセス
病院公式サイト の案内も参照
- JR常磐線水戸駅北口・赤塚駅北口より茨城交通バス31系統で「済生会病院」下車。
- 常磐自動車道水戸インターチェンジより車で約5分